# Анейрин
Ане́йрин (валл. Aneirin, Aneurin; более древняя форма — Не́йрин) — валлийский бард VI в. Книга Анейрина — одна из «Четырех древних валлийских книг». Она была создана в конце XIII в. Наиболее известен как предполагаемый автор поэмы «Гододин», воспевающей воинов правителя бриттского королевства Гододин Минидога, погибших в битве с англосаксами при Катрайте (ныне Каттерик). Поэма бытовала на бриттском Севере, в том числе в Стратклайде, но была также занесена в Уэльс и сохранилась в валлийской записи как часть валлийской литературной традиции (см. ранняя валлийская поэзия).